# OS T
Die Baureihe OS T waren zwei U-Bahn-Triebwagen für den Oberleitungsbetrieb, die von AS Oslo Sporveier als Prototypen für die Strecken der Oslo T-bane mit Oberleitung in der norwegischen Hauptstadt Oslo beschafft wurden.

## Geschichte
1959 wurden die beiden Einzelwagen mit den Nummern 1 und 2 gebaut. Nach einem einjährigen Test wurden sie im Linienverkehr der Kolsåsbane eingesetzt, wo sie bis 1983 im regulären Dienst blieben.
Zu einem nicht näher feststellbaren Zeitpunkt vor 1978 wurden die beiden Triebwagen mit den Nummern 451 und 452 versehen.

## Technische Ausstattung
Die Triebwagen besaßen eine Widerstandsbremse, eine Druckluftbremse als Klotzbremse mit Notbrems- und Totmanneinrichtung sowie eine Schienenbremse. Jedes Drehgestell war mit einer eigenen Handbremse ausgestattet.
Die beiden Fahrzeuge hatten an einem Fahrzeugende eine automatische Kupplung, am anderen Ende war eine BSI-Kompaktkupplung vorhanden. Es bestand die Möglichkeit, eine Notkupplung zur Verbindung mit Straßenbahnwagen anzubringen.
Zwischen 1978 und 1982 erfolgte eine Erhöhung der zulässigen Höchstgeschwindigkeit auf 70 km/h.

## Einsatz
Die Fahrzeuge waren in der Wagenwerkstätte Avløs beheimatet. Der Wagen 452 wurde 1977 abgestellt und 1982 ausgemustert. Wagen 451 wurde 1994 ausgemustert.